# Nasuh Akar
Nasuh Akar (* 10. Mai 1925 in Boğazlıyan, Yozgat; † 18. Mai 1984 in Seydişehir) war ein türkischer Ringer. Er war Olympiasieger bei den Olympischen Sommerspielen 1948 in London im Freistilringen.

## Werdegang
Nasuh Akar stammt aus der Provinz Yozgat. Er begann als Jugendlicher mit dem Ringen und entwickelte sich zu einem ausgezeichneten Freistilringer. 1946 nahm er an der ersten nach dem Zweiten Weltkrieg stattfindenden internationalen Meisterschaft im Ringen, der Europameisterschaft im freien Stil in Stockholm teil. Dort ging es im Bantamgewicht, in dem Nasuh startete, recht turbulent zu, denn vier Ringer besiegten sich gegenseitig. Nasuh Akar gelangen dabei u. a. Siege über den finnischen Meister Erkki Johansson und den ungarischen Meister Lajos Bencze, während er gegen den zweifachen Vizeeuropameister von 1938 und 1939 Kurt Pettersén aus Schweden nach Punkten unterlag. In der Endabrechnung siegte Bencze vor Akar, Johansson und Pettersén.
1948 gelang Nasuh dann der größte Erfolg seiner Ringerlaufbahn. Er wurde in London Olympiasieger im Bantamgewicht. Dieser Sieg wurde sehr souverän errungen, denn Nasuh erzielte vier Schulter- und zwei Punktsiege.
Auch bei der Europameisterschaft 1949, die in Istanbul stattfand, siegte Nasuh. Er gewann dabei die vier Kämpfe, die er zu bestreiten hatte, ohne Probleme. Im Endkampf gelang ihm mit einem Punktsieg über Kurt Pettersén auch die Revanche für die Niederlage von 1946.
1950 stand Nasuh in einer türkischen Ringerstaffel, die in Istanbul gegen die Bundesrepublik Deutschland rang und über die nach langer Abstinenz erstmals wieder auf der internationalen Ringermatte zugelassenen und überforderten Deutschen mit 8:0 siegte. Nasuh Akar feierte dabei einen Schultersieg über Manfred Spatz aus Feudenheim. Schließlich gewann Nasuh 1951 auch bei der Weltmeisterschaft in Helsinki im Bantamgewicht. Dazu reichten ihm drei Siege.
Nach der Weltmeisterschaft 1951 kam es in der Türkei zu Differenzen zwischen einigen Ringern aus der Nationalmannschaft und dem türkischen Ringerverband, wobei es um angeblich falsche Spesenabrechnungen ging. Neben Ali Yücel und Nurettin Zafer war dabei auch Nasuh Akar betroffen. Der türkische Ringerverband erklärte diese Athleten kurzerhand zu Profis, womit sie nicht an den Olympischen Spielen 1952 teilnehmen konnten.
Nasuh Akar beendete daraufhin seine Laufbahn als aktiver Ringer, blieb dem Ringen aber als Trainer erhalten.

## Internationale Erfolge
(OS = Olympische Spiele, WM = Weltmeisterschaft, EM = Europameisterschaft, F = Freistil, Ba = Bantamgewicht, damals bis 57 kg Körpergewicht)
- 1946, 2. Platz, EM in Stockholm, F, Ba, mit Siegen über Francois Demesmaecker, Belgien, Lajos Bencze, Ungarn und Erkki Johansson, Finnland und einer Niederlage gegen Kurt Pettersén, Schweden;
- 1948, Goldmedaille, OS in London, F, Ba, mit Siegen über Walter Wenger, Schweiz, Norman May, Kanada, Erik Persson, Schweden, Joseph Trimpont, Belgien, Charles Kouyos, Frankreich und Gerald Leeman, USA;
- 1949, 1. Platz, EM in Istanbul, F, Ba, mit Siegen über Niilo Turkkila, Finnland, Said-Mohammad Khadem, Iran, Kurt Pettersén und Sasd Hafez Shehata, Ägypten;
- 1951, 1. Platz, WM in Helsinki, F, Ba, mit Siegen über Mohammad Yaghoubi, Iran, Joseph Trimpont und Niilo Turkkila